# ميخائيل غان
ميخائيل غان (بالإنجليزية: Michael Gunn)‏ هو لاعب اتحاد الرغبي أسترالي، ولد في 16 يونيو 1995 في بريزبان في أستراليا.

## وصلات خارجية
- ميخائيل غان على موقع ItsRugby.co.uk (الإنجليزية)